# Bokówka biała

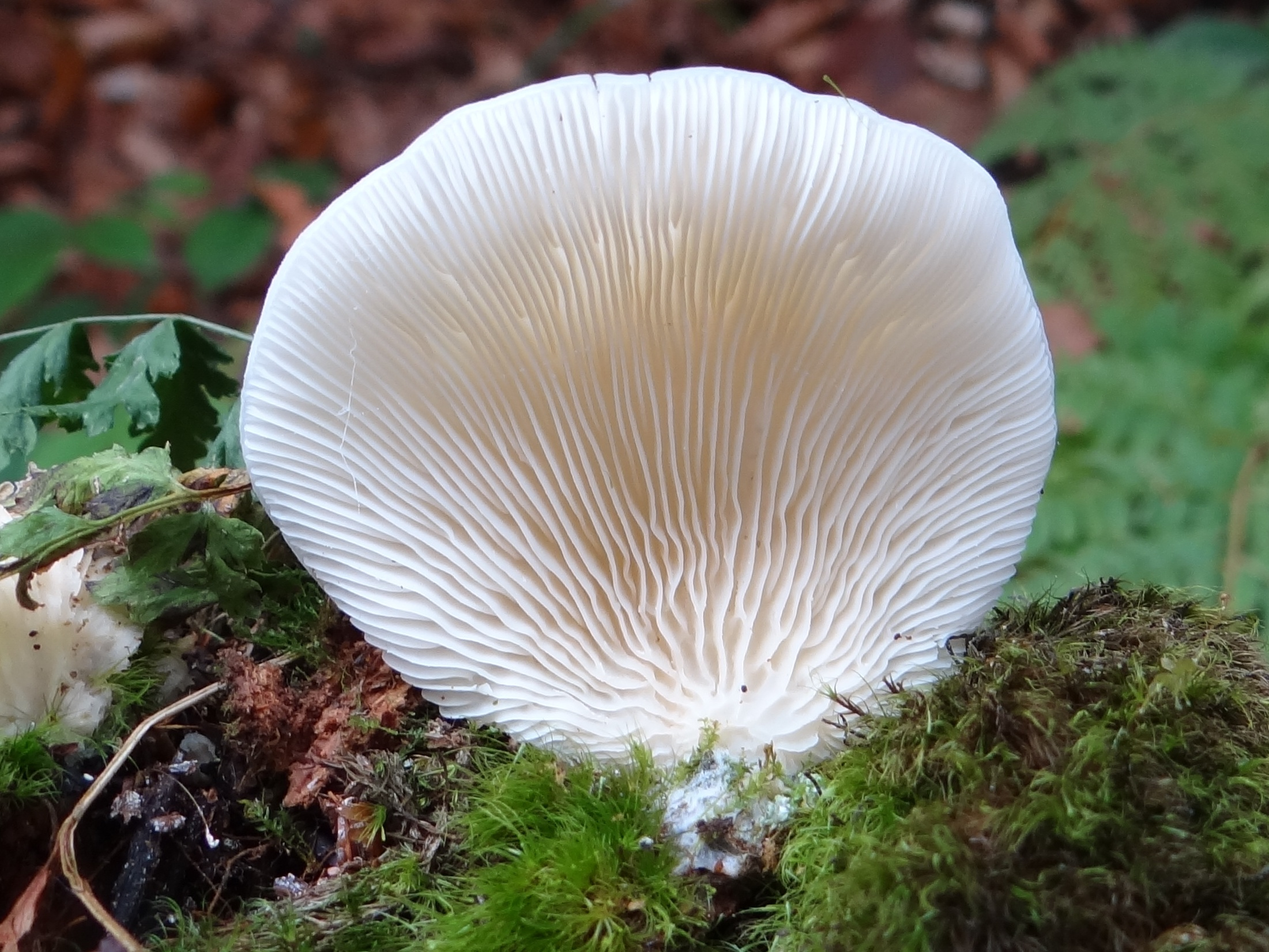

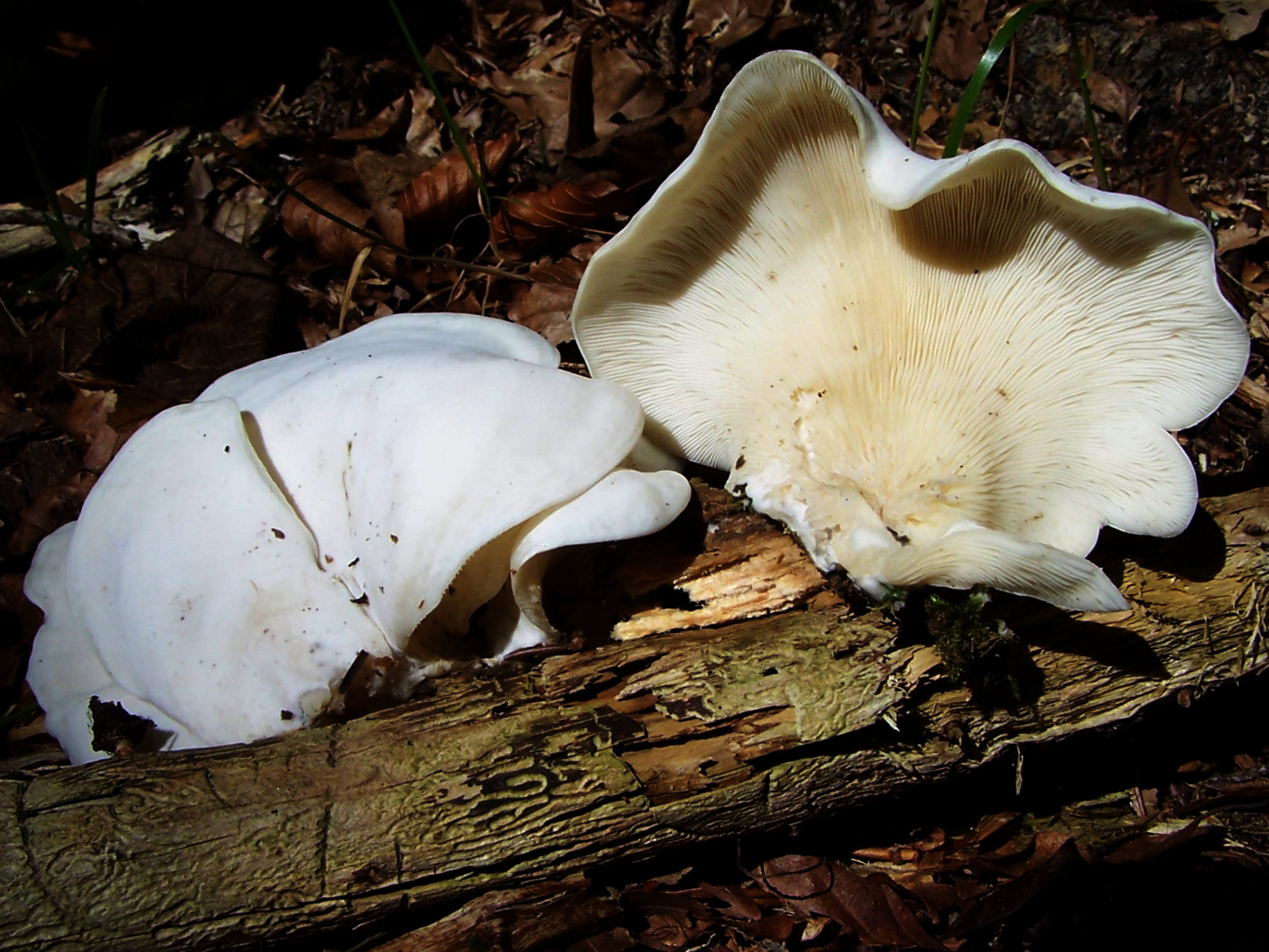
Hymenofor bokówki białej

Bokówka biała (Pleurocybella porrigens (Pers.) Singer) – gatunek grzybów z rzędu pieczarkowców (Agaricales).

## Systematyka i nazewnictwo
Pozycja w klasyfikacji według Index Fungorum: Pleurocybella, Marasmiaceae, Agaricales, Agaricomycetidae, Agaricomycetes, Agaricomycotina, Basidiomycota, Fungi.
Po raz pierwszy takson ten zdiagnozował w 1796 r. Christian Hendrik Persoon nadając mu nazwę Agaricus porrigens. Obecną, uznaną przez Index Fungorum nazwę nadał mu w 1947 r. Rolf Singer, przenosząc go do rodzaju Pleurocybella.
Synonimy naukowe:

- Agaricus porrigens Pers. 1796
- Agaricus porrigens var. dimidiatus Alb. & Schwein.
- Agaricus porrigens var. infundibuliformis Alb. & Schwein.
- Agaricus porrigens Pers. 1796 var. porrigens
- Calathinus porrigens (Pers.) Quél. 1886
- Dendrosarcus porrigens (Pers.) Kuntze
- Nothopanus porrigens (Pers.) Singer
- Phyllotus porrigens (Pers.) P. Karst.
- Pleurotellus porrigens (Pers.) Kühner & Romagn.
- Pleurotus albolanatus Peck, in Kauffman
- Pleurotus porrigens (Pers.) P. Kumm.

Nazwę polską podał Władysław Wojewoda w 1999 r. W polskim piśmiennictwie mykologicznym gatunek ten opisywany był też jako bedłka wydłużona, bedłka rozesłana i boczniak rozesłany.

## Morfologia
Kapelusz
Biały, o długości 2–9 cm i szerokości 2–5 cm. U młodych okazów jest okrągły, łyżkowaty, później kształtem przypomina ucho ludzkie. Nie posiada trzonu, lecz przyrasta do podłoża bokiem lub zwężoną częścią. Skórka matowa i gładka, jedynie w miejscu przyrośnięcia nieco spilśniona.
Blaszki
Szerokie, o gładkich ostrzach i zbiegające w miejscu przyrośnięcia kapelusza. Początkowo są białe, z czasem stają się kremowe lub żółtawe.
Miąższ
Mięsisty, białawy, o delikatnym smaku i typowym grzybowym zapachu.
Wysyp zarodników
Biały. Zarodniki o kształcie od elipsoidalnego do kulistego i rozmiarach: 6–7,5 × 5–6 µm.
Gatunki podobne
- Boczniak dębowy (białożółty) (Pleurotus dryinus). Posiada krótki trzon,
- Łycznik białawy (Panellus mitis). Jest mniejszy i posiada krótki trzon[5]
- Lejkownica nadrzewna (Ossicaulis lignatilis). Ma trzon, mniejsze zarodniki i rośnie na drewnie liściastym[7].

## Występowanie i siedlisko
Na półkuli północnej notowany jest w Ameryce Północnej, Europie, w Korei i Japonii, na półkuli południowej tylko w Indonezji. W Polsce dość rzadki, ale nie znajduje się na czerwonej liście gatunków zagrożonych.
Grzyb nadrzewny rosnący na próchniejącym drewnie drzew iglastych, szczególnie w wilgotnych miejscach. Częstszy jest w górach. Występuje w grupach lub po kilka kapeluszy przyrośniętych do drewna wachlarzowato lub skrzydłowato. Kapelusze często są z sobą pozrastane.

## Znaczenie
Saprotrof. Grzyb jadalny. Za jadalny uważany jest np. w Kanadzie i Hongkongu (znajduje się na opracowanej dla FAO liście grzybów spożywanych w różnych krajach). Za jadalny uważany jest też przez wiele poradników dla grzybiarzy, jednak w czeskim atlasie grzybów jest uznany za niejadalny.